# Mușata, Vaslui
Mușata este un sat în comuna Berezeni din județul Vaslui, Moldova, România.

## Personalități
- Anastasie Fătu (1816 - 1886) -  medic și botanist român, membru titular al Academiei Române[1].